# 育英醫護管理專科學校
育英醫護管理專科學校（英語：Yuh-Ing Junior College of Health Care and Management），簡稱育英醫專。於2003年改制為五年制專科學校，現有三科:「護理科」、「老人健康服務事業管理科」、「化妝品應用與管理科」，學校位於臺灣高雄市三民區。

## 沿革
- 1962年 民國五十一年十二月高雄市醫界名流許國雄、梁松文、蘇珩山、楊秀傑、孫振成、陳寶樹、盧有智等七人共同捐資籌備創設。
- 1963年 創校，校名為「高雄市私立育英高級護理助產職業學校」。
- 2003年 改制為「高雄市私立育英醫護管理專科學校」。
- 2007年 新增「老人服務事業管理科」及「化妝品應用與管理科」。
- 2022年「老人服務事業管理科」更名為「老人健康服務事業管理科」
- 現任董事長侯明鋒 （页面存档备份，存于）。

## 歷屆校長

### 職校時期
- 張峯紫
- 梁松惠
- 王榮美
- 郭素珍(1935-2025)
- 杜萬才
- 羅素蘭
- 莊惠敏

### 專科時期
- 陳麗美
- 洪玉珠
- 蔡榮順
- 吳鄭善明

### 現任校長
- 汪宜霈

## 教學單位
| 教學單位 | 護理科             | 老人健康服務事業管理科 |
| 教學單位 | 化妝品應用與管理科 |                        |

## 歷年日間部師生比及新生註冊率
- 112學年度日間部學生人數1833，專任老師人數67，日間部師生比27.36（學生數/老師數）。

- 112學年度新生註冊率98.65%。
- 113學年度新生註冊率75.41%。

教育部高教司長朱俊彰：「資訊公開角度上，家長跟學生在選擇大學科系志願時，可參考註冊率，但還要綜合研究其他數據，公開平台上也有各校的教師數據、論文研究量能、輔系及雙主修數量、出國交流人次等，應從多方判斷教學品質，而非僅看註冊率。」

## 外部連結
- 育英醫護管理專科學校 （页面存档备份，存于）

https://www.storm.mg/article/3480449 （页面存档备份，存于） （页面存档备份，存于）